# Cyanoloxia glaucocaerulea
La reinamora chica, picogrueso índigo o azulito (Cyanoloxia glaucocaerulea) es una especie de ave paseriforme de la familia Cardinalidae propia de América del Sur. Es la única especie del género Cyanoloxia. Se encuentra en Argentina, Brasil y Uruguay.

## Hábitat
Vive en los bordes del bosque subtropical, bosques mesófilosy bosques de araucaria. Se mueve a baja altura, en la zona de transición entre el bosque y los matorrales o bien en estos últimos, siempre en áreas de densa cobertura. Se le ve a veces en parques y jardines.

## Descripción
Mide 14,5 a 16 cm de longitud. Presenta notorio dimorfismo sexual. El plumaje del macho es azul brillante con las primarias de las alas y la cola azul negruzco. Pico negruzco corto y grueso con base de la mandíbula blanquecina. El plumaje de la hembra es de color pardo acanelado.

## Alimentación
Es granívoro.

## Reproducción
Construye un nido en forma de taza hecha con gramíneas, a baja altura en árboles o arbustos, disimulado entre el follaje denso. La hembra pone dos o tres huevos blanquecinos con manchas rojizas.